# Eduardo Reynals

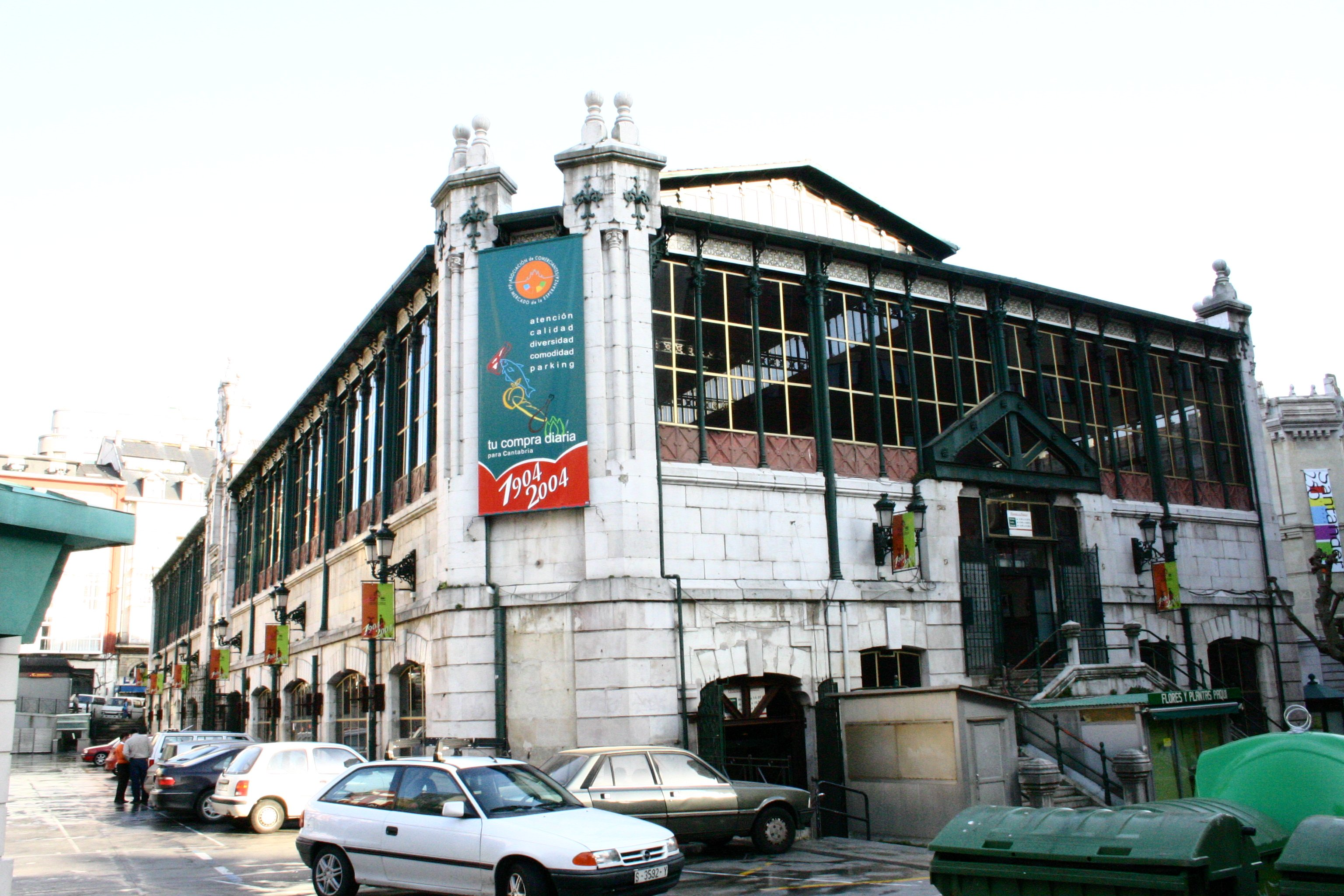
Mercado de la Esperanza, en Santander. Una de las grandes y escasas muestras de arquitectura en hierro decimonónica que aún se conservan en España.

Eduardo Reynals Toledo (Madrid, 1864 - 1916) fue un arquitecto español, introductor del modernismo en Madrid (un ejemplo es la Casa de Pérez Villaamil ubicada en la Plaza de Matute y diseñada en 1906).

## Biografía
Acabó sus estudios de arquitectura en 1889. Su hermano Francisco Reynals y Toledo fue también un arquitecto modernista. Además, fue funcionario del Ministerio de Hacienda, llegando a ser nombrado jefe de la sección urbana del catastro. Entre otros, se encuentra el edificio de la Gran Vía n.º 12 edificio de viviendas y oficinas para la Sociedad Inmobiliaria de la Villa de Madrid (que tiene en sus bajos el Museo Chicote). En el mismo tramo de la Gran vía trazó el Hotel de Roma. Realizó trabajos en Santander en colaboración con Juan Moya  (el Mercado de la Esperanza y Palacio Municipal). Es junto con el arquitecto José Grases Riera uno de los introductores del modernismo en la arquitectura madrileña. En su corta vida profesional fue evolucionando de estilo arquitectónico.